# Sân bay Yenişehir
Sân bay Yenişehir (IATA: YEI, ICAO: LTBR) là một sân bay ở thành phố Yenişehir, tỉnh Bursa của Thổ Nhĩ Kỳ. Sân bay này có 2 đường cất hạ cánh bề mặt bê tông.

## Các hãng hàng không và các tuyến điểm
Hiện có các hãng hàng không sau đang hoạt động tại sân bay này:
- Turkish Airlines do hãng SunExpress cung ứng (Diyarbakır, Erzurum, Trabzon)